# Ryuta Hara
Ryuta Hara (原 竜太?, Hara Ryuta; Tokyo, 19 aprile 1981) è un ex calciatore giapponese, di ruolo attaccante.